# 物理治療師
物理治療師，是一種以預防、治療、及處理因疾病或傷害所帶來痛楚問題的醫療專業人員。
物理治療師常透過儀器、徒手和運動等治療方式（即物理治療），輔以輔助科技，以增進患者身體功能，改善其生活品質。英語的是「身體的、肉體的」意思，也有「按自然法則的」及「物理」的意思，在中文裡雖然被翻譯稱作「物理」治療師，但其專業是指人體的治療及處置，不僅止於物理因子（Physical agent）的治療。
另外，也有物理治療生（臺灣稱呼）或物理治療（師）助理（香港稱呼）（Physiotherapist Assistant，簡稱PTA），在治療師的監督下，提供物理治療業務。部份國家為了提升物理治療的質素，已逐步廢止有關制度。
在美國，其他專業人員會使用類似物理治療的治療方法，如：脊骨神經醫師（Doctor of Chiropractic）或骨病醫師（Doctor of Osteopathy，與一般西醫師相似）。在臺灣，則有傳統醫學或是國術館等地方，會進行如推拿、按摩等類似物理治療的動作，但是並沒有醫事人員證照，只能以民俗調理作為號召，容易混淆視聽。在香港，註冊中醫師或脊醫可能會使用類似物理治療的手法治療病人。

## 發展背景

### 臺灣
1951年，臺灣小兒麻痺大流行，復健方式以重量訓練為主。1958年，美軍事顧問團之眷屬為物理治療師，義務至臺灣各大醫院協助治療。之後，臺北榮總、臺大醫院、彰化基督教醫院陸續成立復健部或物理治療部門，振興復健醫學中心也成立並開始收治小兒麻痺後遺症患童。1967年，臺灣大學在醫技系成立物理治療組，招收第一屆物理治療組學生，不但為臺灣本土物理治療師專業教育之起始，更為亞洲國家最早之學士級物理治療師養成教育課程。1995年2月3日，臺灣的立法院通過「物理治療師法」，其中對於物理治療師（生）資格的取得、執業規定、業務內容、物理治療所的設立暨違反本法之相關刑罰、行政處分皆有詳細的規定。至此，不僅有效地規範物理至療業務的執行，更建立了物理治療師的專業制度。1995年12月，臺灣專技高普考首次出現物理治療師與物理治療生類科。

### 美國

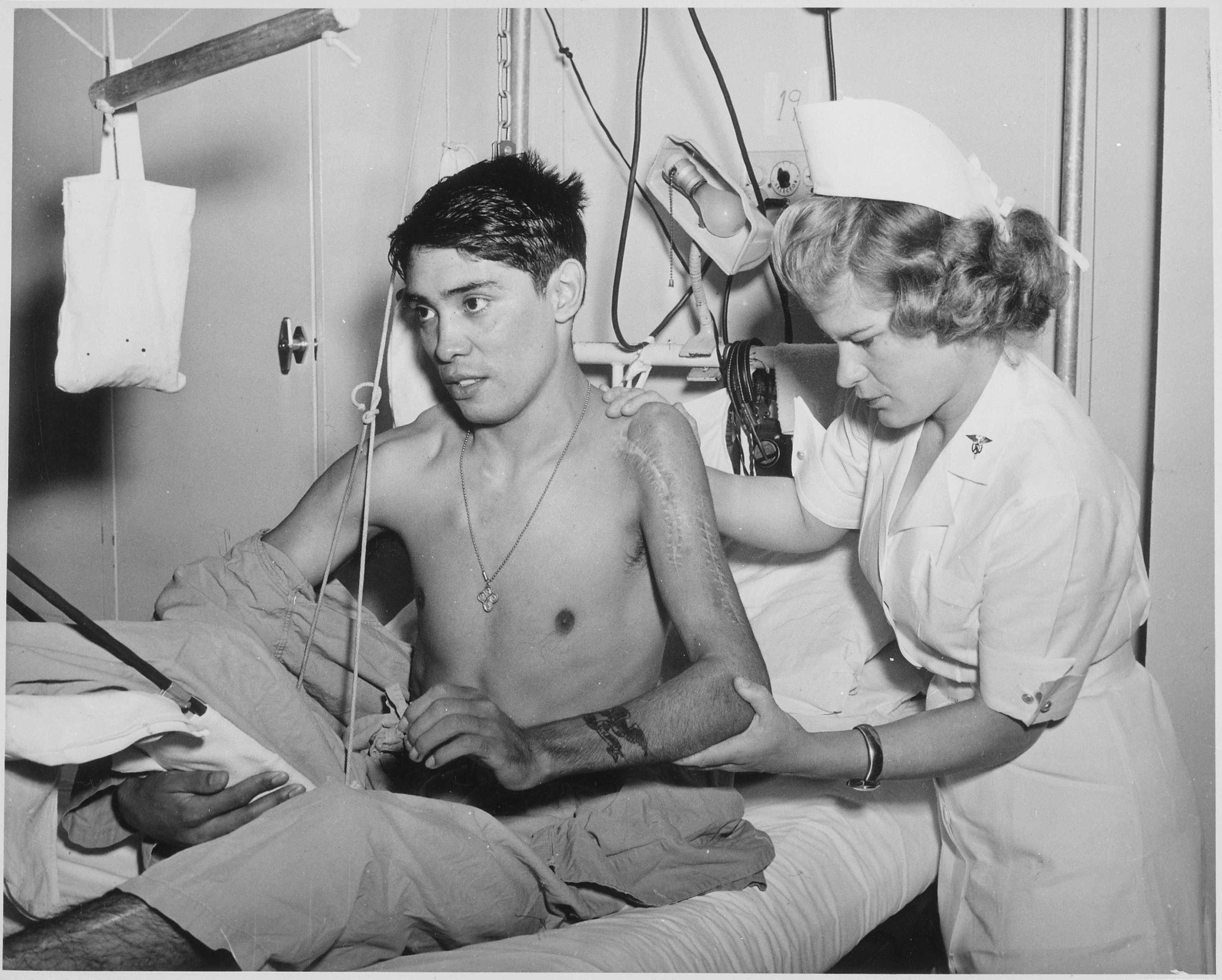
美軍治療師協助肩關節損傷之士兵進行關節的活動度運動

許多近代的物理治療技術起源於歐洲，特別是英國與法國。由於小兒麻痺症大流行與第一次世界大戰的爆發，美國便將這些物理治療技巧由歐洲引進。第一次世界大戰爆發時，美國送一批醫師到英、法兩國去學習物理治療技術，以便提供在戰爭中受傷的士兵較完善的照顧。1917年設立專科醫院與身體重建的部門，負責訓練與管理一群以女性為主的「重建助理」（Reconstruction Aides），為戰爭中受傷的士兵提供身體重建的醫療工作，這群「重建助理」便是美國發展物理治療的先趨者。第一次世界大戰之後，物理治療的需求仍然存在。但是需求重心由保存戰力，轉移為維持工作能力。人道主義者的關心與工業社會勞工的需求，引起大家去注意「失去活動能力的孩子」。由於「重建助理」的頭銜與業務受到混淆與曖昧的苦惱，因此，在一次的會議中，決定設立全國性的組織—美國婦女物理治療協會（American Women's Physical Therapeutic Association），而後，該組織更名為美國物理治療協會（American Physiotherapy Association，APA）。之後，物理治療師面臨了「身分」的問題，美國物理治療協會的成員認為他們有更高程度的專業地位，反對醫師將他們視為技術員或助理的見解。這種爭議一直到1940年代，醫師制定物理醫學（Physical Medicine），並認定物理醫學是一種醫學專業，才得以解決。從那時以後，從事物理醫學的醫師稱之為復健科醫師（Physiatrists），物理治療師（Physical therapist）的名稱才被接納。在美國醫學會（AMA）的協助下，美國於1936年正式通過物理治療教育的基本課程。

## 養成教育
物理治療師的養成教育在世界各國皆不同，詳細各國情況可參照物理治療教育。

### 臺灣
臺灣物理治療專業教育（大學四年制、五專）在1980之後如雨後春筍般林立，國內第一所物理治療學研究所也在1997年於臺大成立。2016年起，陽明大學（現國立陽明交通大學）正式改制為六年制學士班，臺大於109學年度起之新生全面六年制），國內首度授予DPT（臺灣學制為物理治療學士學位）。全聯會與學會的目標，2030年，朝向全面六年制，專科改制技術學院，提升物理治療專業。
目前，共計15所大專院校（3所專科學校、2所科技大學、10所一般大學）教授物理治療教育：
| 校系                                           | 正式招生 | 理學副學士 | 理學學士 | 物理治療學士 | 理學碩士 | 哲學博士 |
| ---------------------------------------------- | -------- | ---------- | -------- | ------------ | -------- | -------- |
| 慈惠醫護管理專科學校 物理治療科（五專、二專）  | 2002     | ✔          | －       | －           | －       | －       |
| 樹人醫護管理專科學校 物理治療科（五專、二專）  | 1980     | ✔          | －       | －           | －       | －       |
| 仁德醫護管理專科學校 復健科 物理治療組（五專） | 1980     | ✔          | －       | －           | －       | －       |
| 弘光科技大學 物理治療系（四技）                | 1999     | －         | ✔        | －           | －       | －       |
| 輔英科技大學 物理治療系（四技、二技）          | 1996     | －         | ✔        | －           | －       | －       |
| 國立臺灣大學 物理治療學系暨研究所              | 1967     | －         | －       | ✔            | ✔        | ✔        |
| 國立陽明交通大學 物理治療暨輔助科技學系        | 1988     | －         | －       | ✔            | ✔        | ✔        |
| 國立成功大學 物理治療學系                      | 1990     | －         | ✔        | －           | ✔        | －       |
| 國立成功大學 健康照護科學研究所 物理治療組     | 2003     | －         | －       | －           | －       | ✔        |
| 長庚大學 物理治療學系                          | 1994     | －         | ✔        | －           | ✔        | ✔        |
| 高雄醫學大學 物理治療學系                      | 1988     | －         | ✔        | －           | ✔        | －       |
| 中國醫藥大學 物理治療學系                      | 1990     | －         | ✔        | －           | ✔        | －       |
| 中山醫學大學 物理治療學系                      | 1985     | －         | ✔        | －           | ✔        | －       |
| 慈濟大學 物理治療學系                          | 2009     | －         | ✔        | －           | ✔        | －       |
| 義守大學 物理治療學系                          | 2002     | －         | ✔        | －           | －       | －       |
| 亞洲大學 物理治療學系                          | 2018     | －         | ✔        | －           | －       | －       |

備註：
- 哲學博士 (Doctor of Philosophy, Ph.D)：頒授給研究所博士班畢業生

### 美國

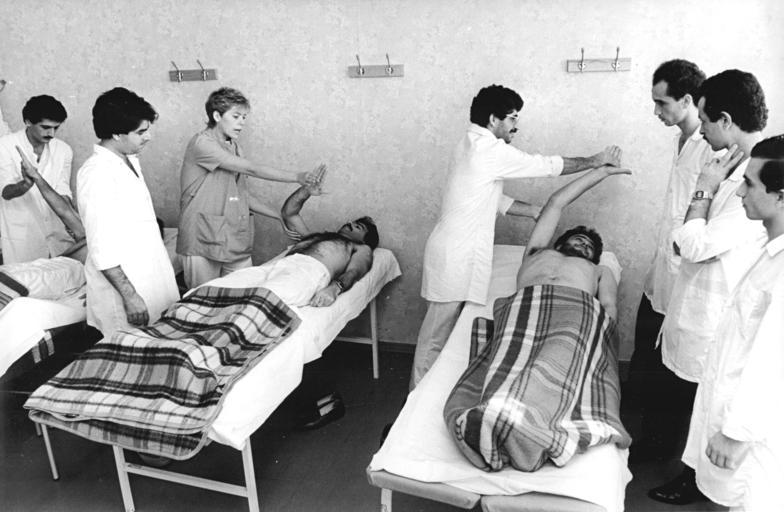
1980年代的物理治療師教育課程

1960年，美國物理治療學會認定物理治療師至少需要有大學學士的學位。1970年代末期，則認為學士後學位才足以勝任物理治療師的工作。因此，美國物理治療學會於1979年提出教育改革政策，至1994年1月為止，美國55%的物理治療教育都已經提升到學士後層級。而在2000年時，美國物理治療學會提出於2020年時，物理治療師將全部由具備物理治療臨床博士（Doctor of Physical Therapy）提供物理治療相關業務。至於已經就業的物理治療人員，可以參加進修提升教育而獲得記錄型博士級物理治療（entry-level Doctor of Physical Therapy degree）。目前，在全美國的227個物理治療學系中，已有226個改制為物理治療臨床博士學位（DPT）。不過，目前仍有許多在美國執業的物理治療師接受的是理學學士學位（Bachelor of Science in Physical Therapy, BSPT）或物理治療臨床碩士學位（Master of Physical Therapy, MPT）的培訓。

### 中國大陸
復健治療學在中國大陸稱做「康復治療學」，是一個大類，它又細分為藥物治療、手術治療、運動治療、物理治療、作業治療（即臺灣所稱之職能治療）、言語治療、心肺康復、肌骨康復等。在中國大陸，康復相關產業還處於起步階段，所以中國康復人才的培養多數並未細分，統一歸類到康復治療專業。康復治療技術專業大專及以上學歷，可考取由衛生部和人力資源部頒發的專業技術「康復治療士」、「康復治療師」資格證書，但目前此類證書僅為資格認證，並非職業認證（執照）。
目前，中國大陸約有48所大專院校開設康復治療學的教育學科。結合體育科系的資源開辦康復治療系，近來也常見於中國大陸的體育及醫學院校，像是上海體育大學設有康復治療系，昆明醫科大學也設置運動康復系。其中南京醫科大學、福建中醫藥大學、成都體育學院作為高等院校，在康復治療學專業發展突出。

### 香港
在香港，香港理工大學康復治療科學系提供物理治療和職業治療（即臺灣所稱之職能治療）之理學士課程，它們都有甚為悠久的歷史，是香港早年開設並培訓這方面專才的專上學院。從1978年起，香港理工學院（理大前身）的醫療服務學院就首辦物理治療學及職業治療學高級文憑課程，1981年提升為專業文憑課程，1991年被列入理學士學位課程。至2011年開設碩士課程，2012年隨着三三四高中教育改革的開展，課程從運行了24年的三年制轉為四年制。2018年起東華學院也有開辦物理治療學榮譽理學士學位課程，而香港都會大學和聖方濟各大學亦有開設物理治療學士學位課程。上述課程均已經通過物理治療師管理委員會認證，畢業生具備註冊為物理治療師的資格。
海外院校之物理治療學士學位課程或至少兩年制研究生課程的畢業生，若具備至少800小時受監督下的實習經驗，並在相關司法管轄區註冊，以及持有聘用機構或監管機構發出的專業操守證明書，而課程大綱亦符合要求的話，也具備註冊資格。若果有關課程的大綱未能符合要求，可以參加資格考試，通過後亦具備在香港註冊的資格。

### 澳門
澳門沒有主修物理治療師的專業科系，所以大部分的物理治療師都是從臺灣學成回流的澳門人。目前澳門法律規定，計劃在澳門從事物理治療師工作者，必須通過考試及實習，方可申請完全執照。有關執照申請由澳門特區政府衛生局負責處理。

### 新加坡
目前，有兩所院校的課程獲得輔助醫療專業理事會認可，分別是南洋理工學院的文憑課程和新加坡理工大學-都柏林聖三一學院的學士和榮譽學士學位課程。此外亦有相當數量的海外院校獲得認可。若果申請人不是於上述院校畢業，亦可參加統一考試。當以上類別的申請人在新加坡獲得至少1年認可經驗後，方可獲得正式註冊。

### 韓國
在韓國，物理治療師的養成教育分為四年制的學士班（物理治療學科），以及三年制的副學士班（物理治療科）。
目前有45所大學設有物理治療學科（물리치료학과），皆為四年制的學士班，畢業後取得學士（학사）學位，最具代表性的就是延世大學（原州校區）的物理治療學科。另外，在專科學校的部分，目前共有38所專門大學（전문대학）設有物理治療科（물리치료과），畢業後取得專門學士（전문학사）學位（即副學士學位），如京畿道的安山大學等。有些專門大學會提供學生再多一年的學習，使其取得學士學位。物理治療畢業的學生方能報考國家考試，取得物理治療師執照。

### 日本
在日本，三年制以上的專科學校（専門学校、短期大学）或是一般大學畢業的物理治療學科（理学療法学科）學生，皆可參加國家考試取得物理治療師（理学療法士）資格。目前日本之物理治療師協會和職能治療師協會，正在推行全國施行四年制的物理治療教育．以改善治療師的工作環境。截至2010年的統計，共計有246所大專院校設有物理治療科系，每年超過13000名學生畢業。
詳細日本各及大專院校的物理治療科系，如：東京都立大學等等，可參見物理治療師及職能治療師養成教育之學校。

### 巴基斯坦
在世界衛生組織（WHO）的協助下，巴基斯坦首個物理治療養成教育的單位成立於1956年，起初為兩年制的教育文憑。之後，於1963年開始改制為三年制的理學學士學位，1999開始改制為四年制的物理治療理學學士學位（BS Physiotherapy Degree）。近年來，隨著美國物理治療學會提出「2020願景」，四年制的理學學士課程自2008年起，開始改制為五年制的物理治療博士學位（Doctor of Physiotherapy, DPT），為亞洲首個提供DPT課程的國家。目前，有超過60所大專院校提供物理治療養成教育之課程。

## 執業

### 執業條件
在臺灣，自1995年起，依據畢業學歷之報考資格，有物理治療師（專技高考）及物理治療生（專技普考）證照可以考取。自2011年起，考選部停止辦理物理治療生考試，若執行物理治療業務需考取物理治療師資格，須通過考選部之「專門職業及技術人員高等考試醫事人員考試」物理治療師專技高考，才具備執業資格。
台灣物理治療師高等考試科目為：
- 物理治療基礎學（包括解剖學、生理學、肌動學（英语：Kinesiology）與生物力學）
- 物理治療學概論（包括物理治療史、物理治療倫理學與物理治療行政管理學）
- 物理治療技術學（包括物理因子治療學、操作治療學、裝具義肢及輔具學）
- 神經疾病物理治療學
- 骨科疾病物理治療學
- 心肺疾病與小兒疾病物理治療學

### 業務範圍
物理治療師所擅長的包含：疼痛處理、肌力的訓練、關節活動度的增進、心肺功能的訓練強、小兒物理治療等。因此物理治療師會先以理學檢查評估檢查然後運用對病人最適當之物理治療手段與治療方法，有效地直接幫助患者或支援其他醫療專科，如神經內科、神經外科、骨科、心臟內科、心臟外科、牙科、婦產科、腫瘤學科、家醫科、一般內外科等，給予病者最需要的預防醫學教育與觀念及治療訓練方法。
在臺灣，醫師與物理治療師的權責劃分，分別按照《醫師法》第28條以及《物理治療師法》第12條之規定。物理治療師執行的業務需依照醫師開立的診斷、照會或醫囑，非以疾病治療為目的者不在此限。
| 中華民國物理治療師業務規範「物理治療師業務如下： 一、物理治療之評估及測試。 二、物理治療目標及內容之擬定。 三、操作治療。 四、運動治療。 五、冷、熱、光、電、水、超音波等物理治療。 六、牽引、振動或其他機械性治療。 七、義肢、輪椅、助行器、裝具之使用訓練及指導。 八、其他經中央衛生主管機關認可之物理治療業務。 物理治療師執行業務，應依醫師開具之診斷、照會或醫囑為之。」中華民國衛生福利部，《物理治療師法》，第十二條。 | 衛生福利部回覆物理治療師業務執行疑義「物理治療師執行非以疾病治療為目的之業務，如不涉及上開規定，自無依醫師開具之診斷、照會或醫囑為之之事由。……至於個案行為之認定，仍應就整體事實及目的等具體內容進行判斷。」中華民國衛生福利部，復台物治所協字第107041101號函，衛部醫字第1070010402號函。 |

### 執業場所
物理治療師可以在多種不同的環境中開展工作：
- 各級醫療院所
  - 西醫院（綜合醫院、醫院、專科醫院、精神科醫院、慢性醫院等等）
  - 西醫診所
  - 中醫診所
- 醫事機構
  - 物理治療所（自行開業）
  - 職能治療所（附設物理治療部）
- 學校機構
  - 學校體育代表隊
  - 特教班、資源班
  - 醫護室、健康中心
  - 研究單位
- 護理機構（護理之家等等）
- 社會福利機構
- 心理諮商或治療機構單位
- 運動防護及隨隊治療師
- 社區治療師：提供社區團體治療課程
- 居家治療师：到府提供治療，解決個案因交通不便，或人力照護陪伴不足無法到出外治療的缺點

### 執業發展
在歐美等物理治療專業相對發展較早的國家，一般來說物理治療師的勞動環境較為優良。另一方面，這項專業在許多國家中，尚屬於較新興的行業，養成教育以及執業環境之間也還需找到平衡。現今世界各國患者獲取物理治療師之管道包含以下三類（為2019年世界物理治療聯盟之調查情形），第一類為患者須經由醫師（或其他醫學專業）看診後才能接受物理治療（如：臺灣、日本、韓國、德國、香港等等），第二類為患者可直接由物理治療師看診（如：美國、巴西、澳洲、英國、芬蘭、泰國、巴基斯坦等等），第三類為患者僅可在私人機構直接由物理治療師看診（如：馬來西亞、印尼、義大利）。
目前在臺灣，截至2017年（民國106年）為止，物理治療師證書已發放達10,280人，不過根據衛生福利部之統計．計入所有醫療院所、護理及精神復健機構、其他醫事及非醫事機構，當年度實際登記執業之物理治療師，僅有5,789人（56%），約有四成四領有證書的治療師選擇不執業，顯示出整體勞動條件尚有須改進之處。

## 相關文化

### 節日
- 9月8日，為世界物理治療日，於1996年由世界物理治療聯盟（英语：World Confederation for Physical Therapy）（WCPT）制定，目的就是讓地球人都認識到物理治療師在促進和保持人類的全面健康工作中的重要意義。[24]
- 2015年9月，臺灣物理治療學會（Taiwan Physical Therapy Association，TPTA）宣布9月8日成為臺灣的物理治療師節，並於2017年正式納入國民曆。[25]

### 電視劇
- 2018年韓國tvN電視台《致忘了詩的你》：以物理治療師為主要角度切入的電視劇。

### 綜藝節目
- 2019年韓國MBN電視台《戀愛DNA研究所X》EP1：女主角為物理治療師，有簡單進行物理治療介紹的綜藝節目。

## 外部連結
- 中華民國物理治療生公會全國聯合會 （页面存档备份，存于）
- 社團法人中華民國物理治療師公會全國聯合會 （页面存档备份，存于）
- 社團法人臺灣物理治療學會 （页面存档备份，存于）
- 物理治療師管理委員會（香港） （页面存档备份，存于）
- 香港物理治療學會 （页面存档备份，存于）
- 香港物理治療師協會 （页面存档备份，存于）
- 輔助醫療專業理事會（新加坡） （页面存档备份，存于）